# Christopher de Paus
Christopher Tostrup (de) Paus (født 10. september 1862 i Christiania, død 10. september 1943 i Skodsborg) var en norsk godsejer, pavelig kammerherre og kunstsamler, der var arving til Tostrup & Mathiesen (det nuværende Mathiesen Eidsvold Værk respektive Moelven Industrier), et af de største trælastfirmaer i Norge i 1800-tallet. Han forlenedes af pave Pius XI 25. mai 1923 arvelig grevelig værdighed. Han ejede godserne Narverød i Norge, Trystorp og Herresta i Sverige og ejendommen Magleås i Nordsjælland. Han gav store gaver til kunstmuseer i Skandinavien, bl.a. til Nationalgalleriet i Oslo, og til den katolske kirke.
Han var søn af krigskommissær Johan Altenborg Paus og Agnes Tostrup. Hans far var fætter af Henrik Ibsen, og Christopher Paus besøgte selv Ibsen bl.a. mens han boede i Rom i 1880erne. Hans farfar, cand.jur. Henrik Johan Paus, var både halvbror af Ibsens far Knud Ibsen og fætter af Ibsens mor Marichen Altenburg, og var opvokset hos sin tante og onkel sammen med Marichen Altenburg.
Han boede ved sin død på Magleås i Danmark. Det blev afholdt en messe for ham i pavens privatkapel 14. september 1943 med pave Pius XII til stede. En højtidelig rekviemmesse blev afholdt i den katolske Sankt Olav domkirke i Oslo onsdag 22. september før Paus blev stedt til hvile i sin mors gravsted på Vår Frelsers gravlund.

## Dekorationer
- Ridder af Den Suveræne Militære Malteserorden
- Storkors af Konstantinordenen
- Storkors af Gregoriusordenen
- Kommandør med stjerne af Ridderordenen av Den Hellige Grav i Jerusalem
- Kommandør af Sankt Olavs Orden
- Kommandør af Dannebrogordenen
- Kommandør af Vasaordenen
- Storridder med stjerne af Den Islandske Falkeorden
- Ridder af 1. klasse af Finlands Hvide Roses Orden
- Ridder av Det hellige års orden
- Ridder av Piusordenen
- M.fl.

En oversigt over dekorationer pr. 1934 findes i bogen Den Kongelige Norske St. Olavs Orden.